# Ortolph Fuchsberger
Ortolph Fuchsberger (* um 1490 in Tittmoning; † nach 1541) war ein deutscher Jurist.
Fuchsberger studierte an der Universität Ingolstadt Rechtswissenschaft. Nach Abschluss seiner Studien arbeitete er als Lateinprofessor in Altötting. Hier entstand 1525 mit einer Einführung in die Lateinische Sprache seine erste Veröffentlichung.
Um 1526 trat er die Stelle des Hofrichters in Mondsee an. Zudem holte Abt Johann Hagen ihn als seinen Sekretar an das Kloster Mondsee. In den Folgejahren unterrichtete Fuchsberger am Kloster Logik und Rhetorik.
Während seiner Zeit in Mondsee veröffentlichte Fuchsberger verschiedene Abhandlungen in den Bereichen Logik und Recht. Unter anderem erschien von ihm 1533 die erste Logik in deutscher Sprache. Dabei dürfte es vor allem um den Nachweis gegangen sein, dass es überhaupt möglich war, in deutscher Sprache logisch konsistent zu argumentieren.
1539 ging er als Stadtsyndikus nach Passau. Im Jahr 1542 veröffentlichte er in Ingolstadt seine „Leeßkonst“, eine Lese- und Schreiblehre für Kinder in deutscher Sprache.

## Werke
- Simplicissima puerulorum legere callentium in octo partes orationis tabularis introductio. Landshut 1525
- Kurtze schloßrede wider den jrfall der neugerotten Tauffer. Landshut 1528.
- Ain gründlicher klarer anfang der natürlichen und rechten kunst der waren Dialectica. 1533
- Justinianischer Instituten warhaffte dolmetschung. Augsburg 1535, 1536, Ingolstadt 1541.
- Teutscher Jura regulae. Augsburg 1538
- Leeßkonst. Das Büchel zum Leser. Der khinder Leeßkonst nent man mich. Ingolstadt: Weißenhorn 1542 (VD16 F 3272; Exemplar HAB Wolfenbüttel)